# The Upside of Unrequited
The Upside of Unrequited ist ein Jugendroman der US-amerikanischen Autorin Becky Albertalli aus dem Jahr 2017. Es ist ihr zweiter Roman und dreht sich um die unsichere Molly Peskin-Suso, die 26-mal unerwidert verliebt war. Albertalli wurde von Emma von Jane Austen und dem Film Clueless – Was sonst! inspiriert. Eine deutsche Übersetzung ist bisher noch nicht erschienen.

## Handlung
Die siebzehnjährige Molly Peskin-Suso war 26-mal unerwidert verliebt, wobei sie nie einen Schritt auf die Person zumachte, weil sie Angst vor Ablehnung hatte – vor allem, weil sie glaubt, fett zu sein. Als ihr zynischer Zwilling, Cassie, ein wunderschönes Mädchen namens Mina trifft und in Liebeskummer versinkt, muss sich Molly mit der damit verbundenen Einsamkeit auseinandersetzen. Aber Cassie versucht, sie mit einem süßen, rothaarigen Hipster-Jungen namens Will zu verkuppeln, damit sie Zeit mit ihrer Freundin und Molly verbringen kann. Molly findet ihn interessant und sie sagt sich unaufhörlich, dass sie ihn mag, damit sie sowohl ihren ersten Kuss als auch ihre Zwillingsschwester zurückbekommen kann. Doch schon bald verliebt sie sich in ihren molligen Tolkien-Superfan-Kollegen Reid, was nicht ihr eigentlicher Plan war.

## Verbindung zu anderen Werken von Becky Albertalli
Molly Peskin-Suso ist die Cousine von Abby Suso, die im Buch Nur drei Worte (englischer Originaltitel: Simon vs. the Homo Sapiens Agenda) auftritt. Es gibt Anspielungen auf Simon und seine Freunde im ganzen Roman sowie Cameo-Auftritte von Charakteren aus Nur drei Worte. Das Buch ist zusammen mit Nur drei Worte und Ein Happy End ist erst der Anfang Teil desselben Buchuniversums, das die Autorin „Simon-verse“ nennt.